# Aleuritopteris albomarginata
Aleuritopteris albomarginata är en kantbräkenväxtart som först beskrevs av C. B. Cl., och fick sitt nu gällande namn av Ren-Chang Ching. Aleuritopteris albomarginata ingår i släktet Aleuritopteris och familjen Pteridaceae. Inga underarter finns listade.